# Frälsningsarmén (målning)
Frälsningsarmén är en målning av Gustaf Cederström från 1886. Originalet finns på Göteborgs konstmuseum. Tavlan visar William Booths dotter Catherine Booth-Clibborn, även kallad ”Marskalken”, på en krog i Paris.